# Dendropemon harrisii
Dendropemon harrisii är en tvåhjärtbladig växtart som beskrevs av Ignatz Urban. Dendropemon harrisii ingår i släktet Dendropemon och familjen Loranthaceae. Inga underarter finns listade i Catalogue of Life.